# Olivija (glasbena skupina)
Olivija je bila slovenska skupina, ki je delovala med letoma 2004 in 2005 pod glasbenim vodstvom Gala Gjurina, ki je kot avtor glasbe, besedil in aranžmajev podpisan tudi pod vse skladbe projekta.

## Zametki skupine in obdobje improvizacije
Njeni začetki segajo v sezone 2001/2002/2003, ko so Andraž Mazi (električna kitara), Dejan Lapanja (akustična in električna kitara), Gašper Peršl (bobni) ter Gal Gjurin (glas, bas, klaviature, trobenta) in Severa Gjurin (glas) izvajali redne jam sessione v na Šuštarskem mostu v Ljubljani, v ljubljanskem Orto baru, klubih Geonavtik in Franky's Bar (hotel Austrotel, Ljubljana) in drugih. V tem obdobju je bil njihov repertoar sestavljen predvsem iz jazzovskih in bluesovskih priredb, Gjurinovih jazzovskih avtorskih skladb ter svobodno improvizirane glasbe.

## Prva zasedba
Muziciranje te ožje skupine glasbenikov je v avtorski projekt preraslo maja 2004, ko je Gjurin ob akustični kitari spisal in zaranžiral skladbe, namenjene izključno za altovski glas njegove sestre in akustično spremljevalno skupino. Skupini sta se julija pridružila še Boštjan Gombač (klarinet, piščali, tolkala, pojoča žaga), ki je pred tem že bil igral v Gjurinovem literarno-glasbenem projektu Projekt Mesto, ter Rihard Zadravec (harmonika), s katerim sta z Gjurinom sodelovala v zasedbi, ki se je posvečala argentinskemu tangu in etno glasbi. V sestavi S. Gjurin-G. Gjurin-Lapanja-Mazi-Peršl-Gombač-Zadravec, so prvič javno nastopili 25. julija 2004 na polnem Titovem trgu v Kopru na prireditvi "Rumena noč", kjer so se, kot predskupina Vlada Kreslina, predstavili izključno z Gjurinovimi novimi avtorskimi skladbami.
Avgusta 2004 so v studiu kitarista in producenta Dejana Lapanje Resnevem v Škofji Loki na pobudo Gjurina in pod njegovim producentskim vodstvom posneli gradivo za svoj prvenec Med moškim in žensko (oblikovanje ovitka Luka Leskovšek), ki je pri založbi NIKA Records izšel v oktobru 2004 in že decembra doživel prvi ponatis. Vseboval je 11 avtorskih skladb izpod peresa Gala Gjurina, na njem pa so prepletli številne žanre, od popa, džeza, rocka, etna (Spet je večer), countrija (Kadar sva sama) in bluesa, diska, šansona (New York - Pariz) do heavy metala (Vagus), hip-hopa (reper Miha Blažič - N'Toko; gost pri skladbi Black Buda) ter prvine latinsko-ameriške glasbe (Ledena), za katere je poudaril tolkalist in bobnar Blaž Celarec. Kmalu po izdaji prvenca so predstavili svoj prvi videospot za skladbo Ledena, posnet v starem, še nerenoviranem Kinu Šiška v Ljubljani. Kot plesalca v videospotu sta nastopila šampiona Maja Pucelj in Peter Fileš, ki v tandemu plešeta skupaj že od leta 1994. 18. februarja 2005 so v živo gostovali pri Juretu Longyki v takrat odmevni oddaji Izštekani na Valu 202, studio 26, RA Slovenija.

## Druga zasedba
Marca je na Gjurinovo zahtevo skupino zapustil Gombač, v začetku aprila pa so posneli videospot za pesem Kadar sva sama. Pridružil se jim je basist Jure Lopatič, da se je lahko Gal Gjurin z basa umaknil za električni Fender Rhodes, megafon ter zvočne efekte, kar je skupini dalo sodoben in manj akustičen zvok. V naslednjih nekaj mesecih so v novi zasedbi nastopili na festivalih 21. festivalu Druga godba (Križanke, Ljubljana; skupaj s Khaledom iz Alžirije), OrtoFest (Ljubljana), festivalu Lent (Maribor), festivalu Teden mladih (Kranj) ipd. 19. maja so, z enkratno alteracijo Peršla z Jožetom Zadravcem na bobnih, sodelovali tudi na Festivalu slovenskega šansona 2005 na RA Slovenija v Studiu 14, in sicer s skladbo »Brez sramu in brez strahu«, ki je Galu Gjurinu prinesla nagrado za najboljšo glasbo.
Konec poletja 2005 je po polni koncertni sezoni skupino zapustila Severa Gjurin, ki je svoj odhod naznanila že aprila, saj se je želela za nekaj časa posvetiti predvsem likovnemu ustvarjanju in dokončanju diplome na Pedagoški fakulteti v Ljubljani. Septembra 2005 je Gal Gjurin skupino razpustil, hkrati pa organiziral avdicijo za nove vokalistke, na katero se je odzvalo prek 20 pevk. Tri najboljše je integriral v svoj naslednji avtorski projekt Gal in Galeristi (Jasmina Kljajić, Meta Kunstelj in Ana Duša), saj bi bilo po Gjurinovih besedah nesmiselno iskati pevko, ki bi nadomestila Severo, hkrati pa je za MMC RTV leta 2008 poudaril, da ga ženski glas v vlogi vodilnega glasu v okviru novih in prihajajočih projektov ne zanima.
Decembra 2005 je Gjurin za zaključek projekta pripravil še izid albuma Brez sramu in brez strahu (7 avtorskih skladb; oblikovanje ovitka Luka Leskovšek), ki predstavlja hkrati samostojno glasbeno enoto in hkrati "zbirateljsko edicijo" s 30-stranskim avtorjevim predgovorom, obogatenim s fotografijami stalnega fotografa skupine Mihe Golarja, obenem pa glasbeno dopolnilo albumu Med moškim in žensko, saj na albumu najdemo predvsem nove, žanrsko drugačne, remiksirane (Aldo Ivančič; Borghesia/BAST) ali žive izštekane različice občinstvu že znanih pesmi. Nanj sta bili kot novi uvrščeni tudi na Festivalu šansona nagrajena naslovna skladba "Brez sramu in brez strahu" ter jazzovska inštrumentalna skladba v lokrijskem H modusu "Pacheka buda - Tihi Buda", v kateri odigrata glavno vlogo namesto Severinega glasu Galov akustični Steinway klavir Studia 26 RTV SLO ter gost Žiga Golob na kontrabasu.
Zadnje koncerte je skupina Olivija v svoji drugi postavi odigrala v okviru turneje po Franciji, na festivalu Visages francophones v mestu Cahors (v francoski pokrajini Oksitanija), mdr. v klubu Eden Cafe, zaključila pa v koncertni dvorani Espace Valentré.

## Olivija po Oliviji ter ohranitev skladb v stalnem repertoarju Severe Gjurin in Gala Gjurina
Ponovno so se na Gjurinovo povabilo kot skupina Olivija za nekaj skladb združili na razprodanem samostojnem koncertu Gala Gjurina v sveže prenovljenem Kinu Šiška 29. novembra 2009. Hkrati je ob koncertu izšla tudi ponovno masterizirana in oblikovana plošča (redizajn Blaž Učakar), naslovljena Kjer je toplo, na kateri se nahajajo skladbe s prvih albumov, pa tudi novo dodana Gjurinova naslovna skladba »Kjer je toplo«, kateri je glas prispevala v maniri zvoka skupine Severa Gjurin. Po tem ekskluzivnem povabilu se skupina ni več zbrala za nobeno priložnost, saj sta tako Severa Gjurin kot Gal Gjurin oblikovala povsem samostojni karieri, Gal tudi mednarodno (Kanada, ZDA), z ločenimi spremljevalnimi skupinami. Avtorske skladbe iz obdobja skupine Olivija ostajajo del železnega repertoarja Severe Gjurin. Severa in Gal jih izvajata tudi na njunih skupnih koncertih: kot duet, s spremljevalnimi glasbeniki ali s pihalnimi ter simfoničnimi orkestri (simfoniki Cantabile, simfoniki RTV SLO ipd.).

## Diskografija
- 2004: Med moškim in žensko (ex. NIKA Records, Diskografska hiša HAD (zanjo Gal Gjurin))
- 2005: Brez sramu in brez strahu (NIKA Records, Diskografska hiša HAD (zanjo Gal Gjurin))
- 2009: Kjer je toplo (ex. Sedvex, Diskografska hiša HAD (zanjo Gal Gjurin))